# Iphiaulax xanthopsis
Iphiaulax xanthopsis är en stekelart som beskrevs av Cameron 1905. Iphiaulax xanthopsis ingår i släktet Iphiaulax och familjen bracksteklar. Inga underarter finns listade i Catalogue of Life.